# Ascraeus Mons
Ascraeus Mons es el más septentrional de los tres volcanes (colectividad conocida como Tharsis Montes) en la zona de Tharsis, cercana al ecuador del planeta Marte. Al sur se encuentra Pavonis Mons, y al sur de este, Arsia Mons. El volcán más grande de Marte y de todo el sistema solar, Olympus Mons, se encuentra al noroeste.
El Ascraeus Mons es considerado uno de los volcanes más altos de Marte. Su cima se encuentra a unos 18 km sobre el datum marciano y experimenta una presión atmosférica menor de 0,8 mbar (80 Pa). La superficie del volcán fue formada por lavas relativamente líquidas.
El Ascraeus Mons se encuentra localizado en el hemisferio norte marciano, en las coordenadas 11.9ºN, 255.9ºE.